# Antolin (powiat bialski)
Antolin – wieś w Polsce położona w województwie lubelskim, w powiecie bialskim, w gminie Konstantynów.
W latach 1975–1998 miejscowość należała administracyjnie do województwa bialskopodlaskiego.
Wieś jest sołectwem w gminie Konstantynów. Według Narodowego Spisu Powszechnego z roku 2011 wieś liczyła 114 mieszkańców.